# Pénichette

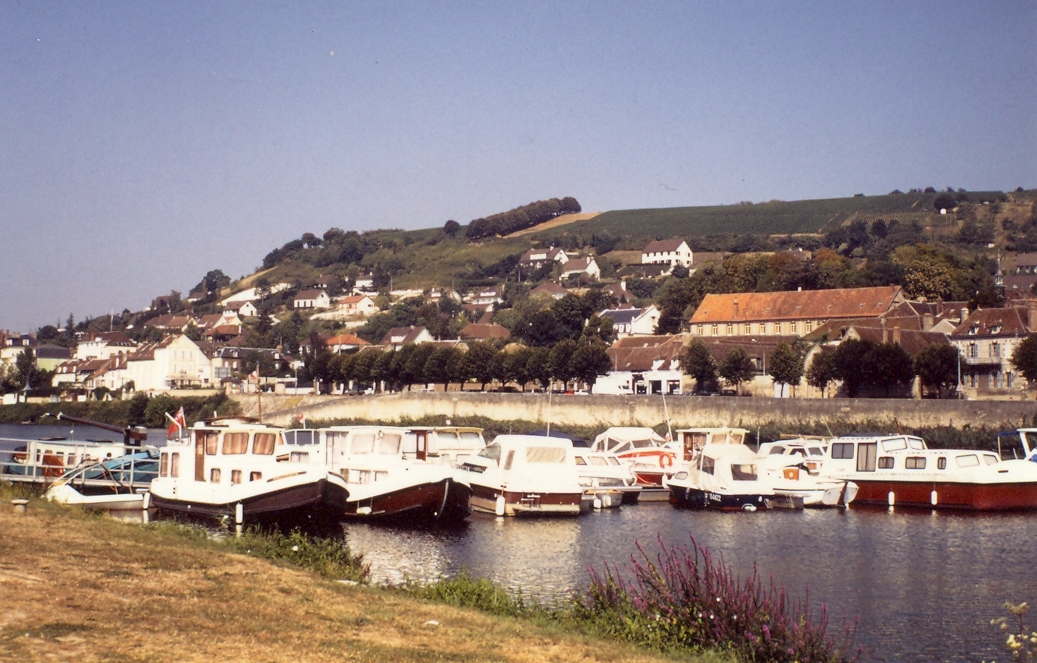
Hausboote auf der Yonne bei Migennes, vorn links eine Pénichette

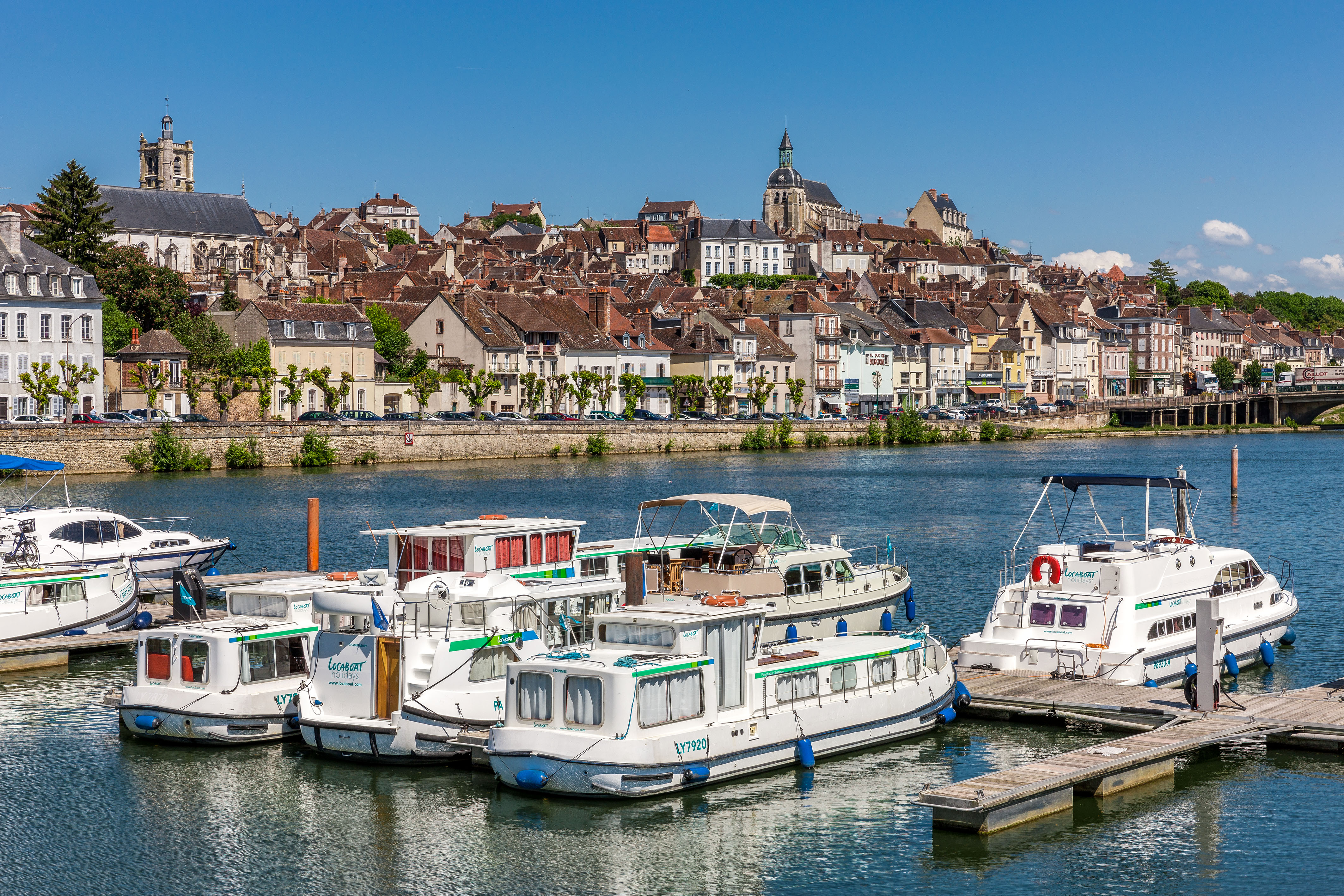
Die Locaboat Basis in Joigny, Burgund 2014

Mit Pénichette (Diminutiv von Péniche, deutsch „Frachtkahn“) werden französische Motorboote bezeichnet, die der klassischen Bauweise einer Péniche, eines französischen Binnenschiffs, nachempfunden sind. Sie bieten reichlich Wohnraum und eignen sich zum dauerhaften oder zeitweiligen Leben auf dem Wasser mit der Möglichkeit der bequemen Fortbewegung.
Ende der 1970er Jahre entwickelte die Locaboat Plaisance SA ein eigenes Schiffsmodell, die so genannte Pénichette. Speziell für den Hausboot-Tourismus konzipiert, setzte sich die Pénichette schnell als Referenz unter den Hausbooten durch, sowohl aufgrund ihres Designs, als auch ihrer technischen Eigenschaften. Heute (2021) ist Locaboat Holidays einer der Marktführer unter den Verleihern von Hausbooten, die ohne Führerschein gefahren werden dürfen. Der Name Pénichette ist ein eingetragenes Warenzeichen.

## Eigenschaften
Die Pénichettes haben ein vergleichsweise niedriges Vorschiff und ein Deckshaus im Achterschiff. Die Boote gibt es in verschiedenen Größen und Ausführungen, mit zusätzlichem Außensteuerstand (Flying Bridge) und einem Steuerstand im Inneren. Pénichettes werden vorwiegend auf französischen Flüssen und Kanälen gefahren. Der Hersteller und Vermieter Locaboat bietet diese Boote aber auch für Urlauber im Havel-Müritz-Gebiet, in Holland, Irland, auf der Lagune von Venedig und in Masuren an.
Die Penichettes sind Kanalboote und sind insbesondere für das Befahren von Binnenkanälen geeignet. Nach dem Bordbuch von Locaboat dürfen große Wasserflächen bei mehr als 50 cm Wellenhöhe und Windstärke 3 Bft (Windstärke nach Beaufort) nicht mehr überquert werden. Die Boote haben also nur eine Seetauglichkeit nach D (geschützte Gewässer).

## Bootstypen
Die Pénichettes werden in drei Kategorien unterteilt: Classique (P.935W, P.1107W, P.1106FB), Terrasse (P.1120R, P.1260R, P.1500R) und Flying Bridge (P.1020FB, P.1165FB, P.1180FB, P.1400FB, P.1500FB).
Pénichette Classique

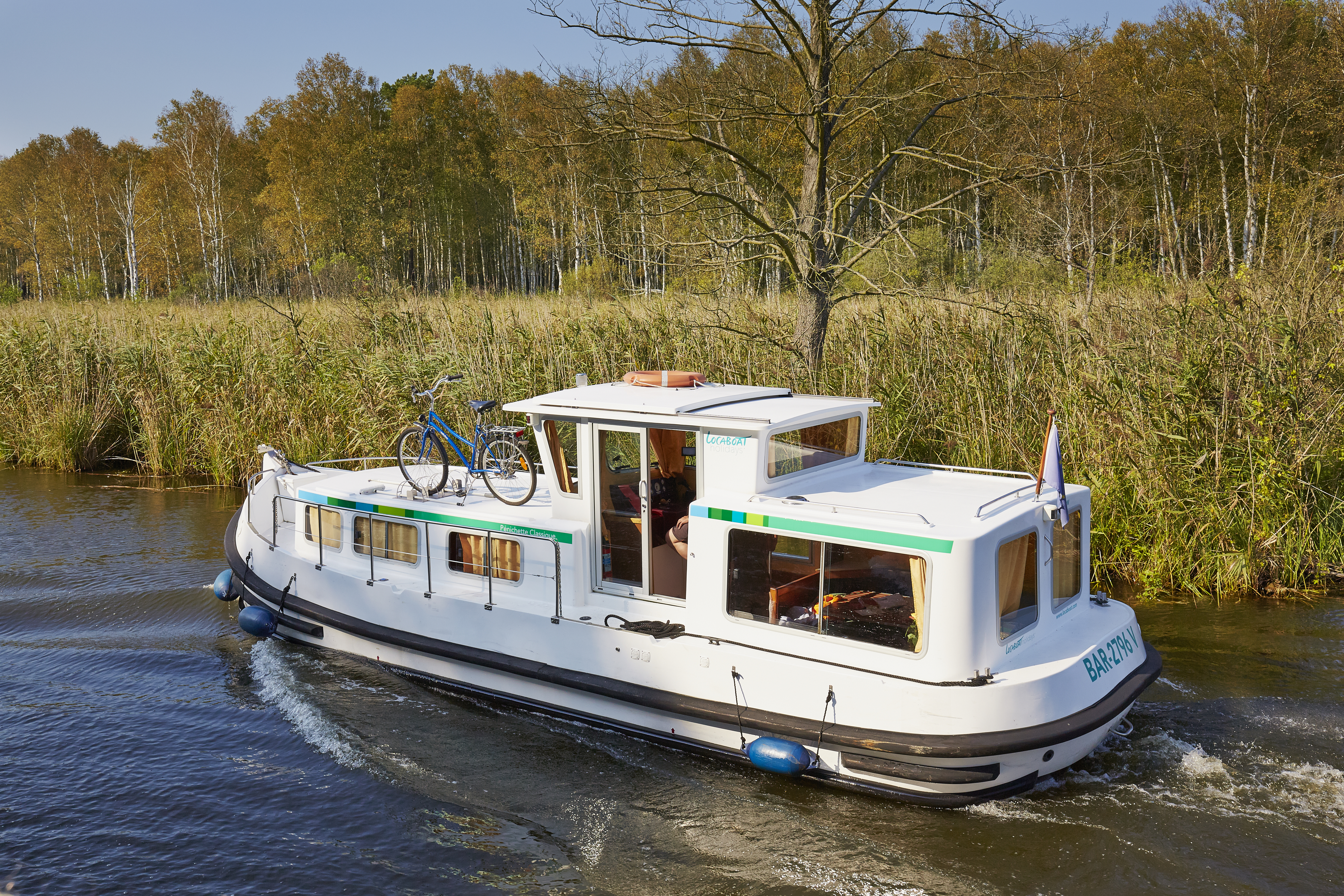
P.935W
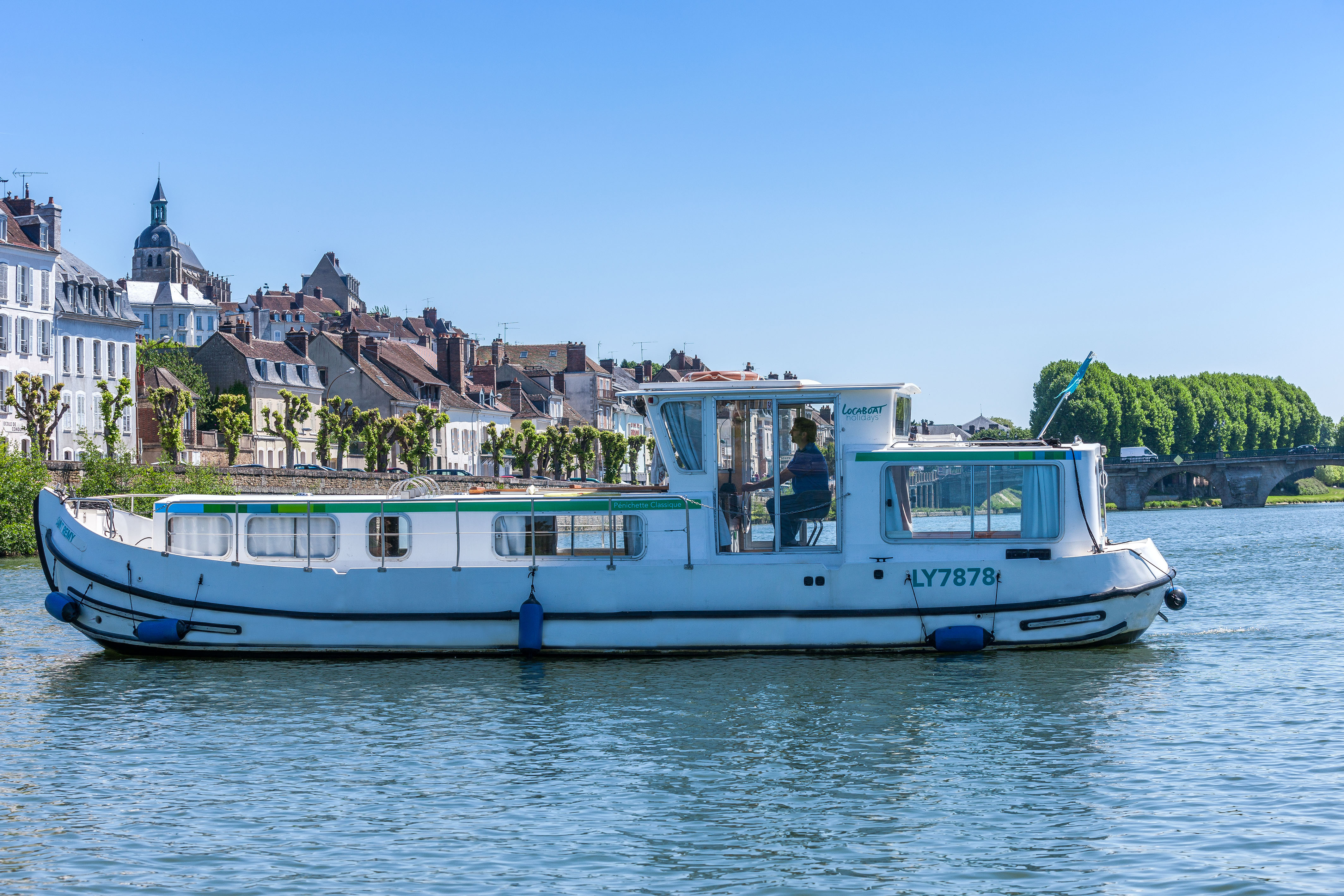
P.1107W
P.1106FB mit aufgesetztem Aussensteuerstand

Pénichette Terrasse

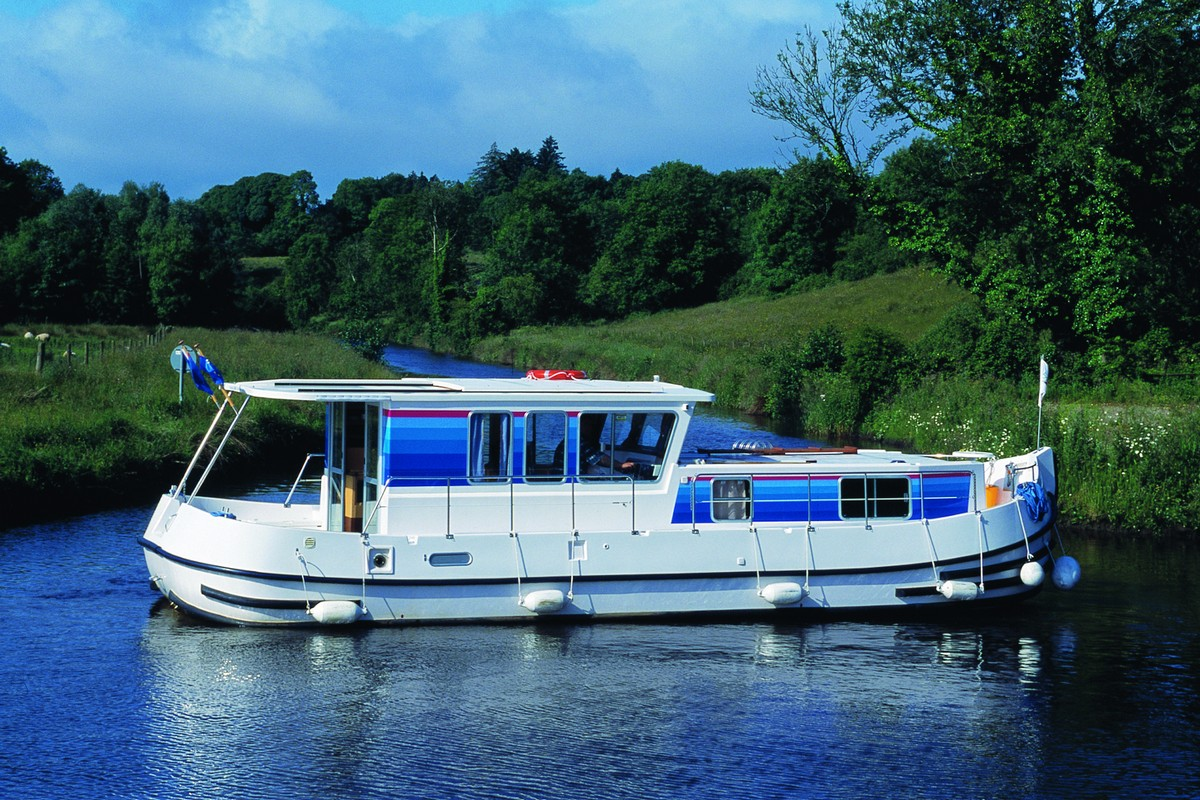
P.1120R
P.1260R
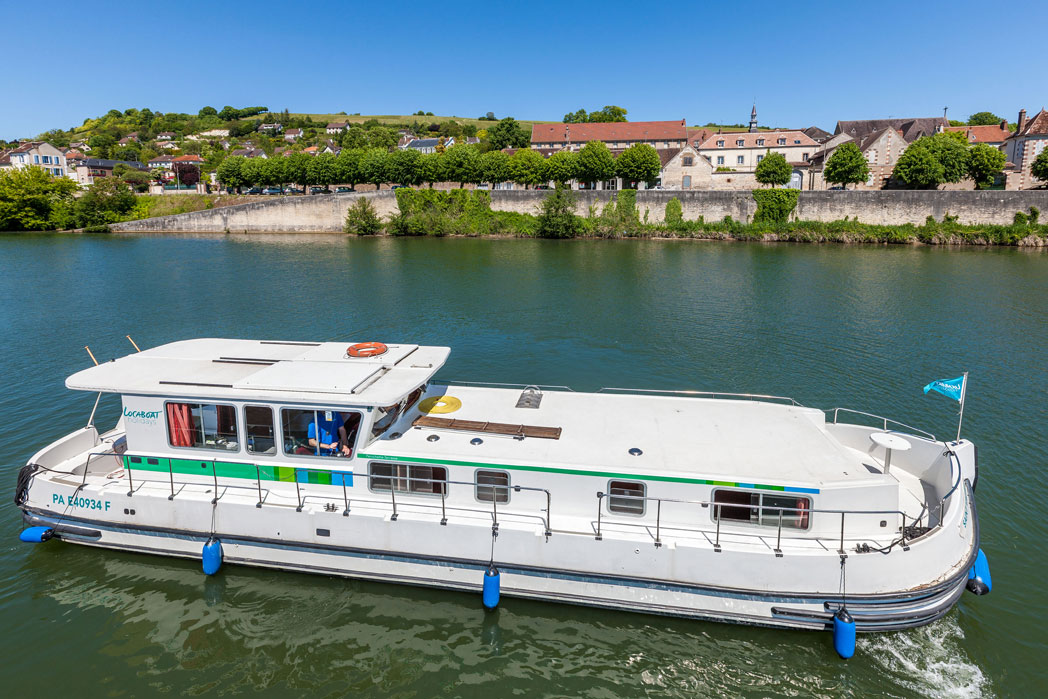
P.1500R

Pénichette Flying Bridge

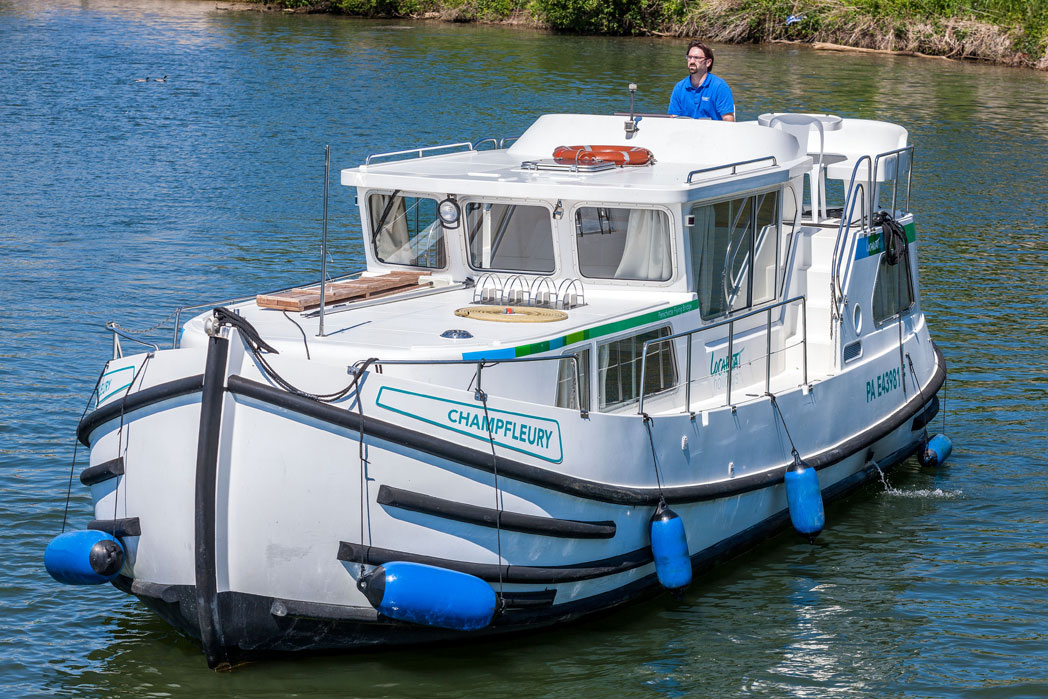
P.1020FB
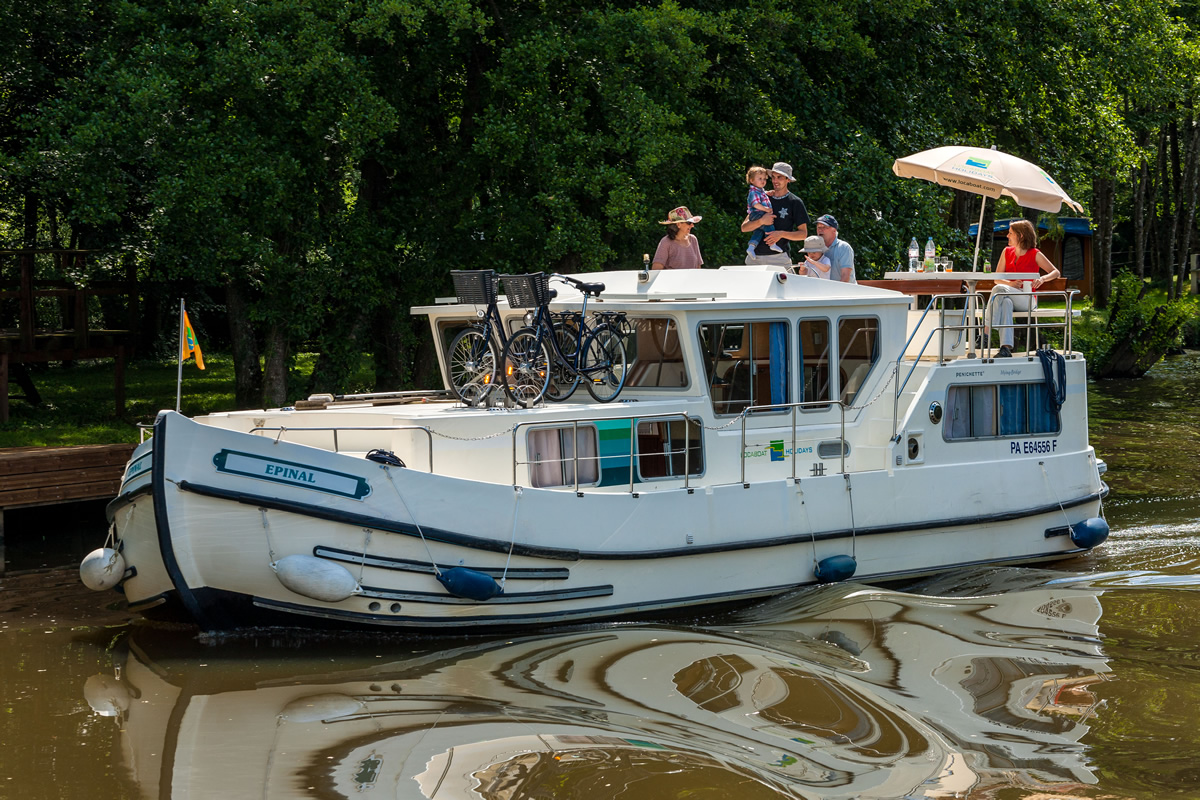
P.1165FB
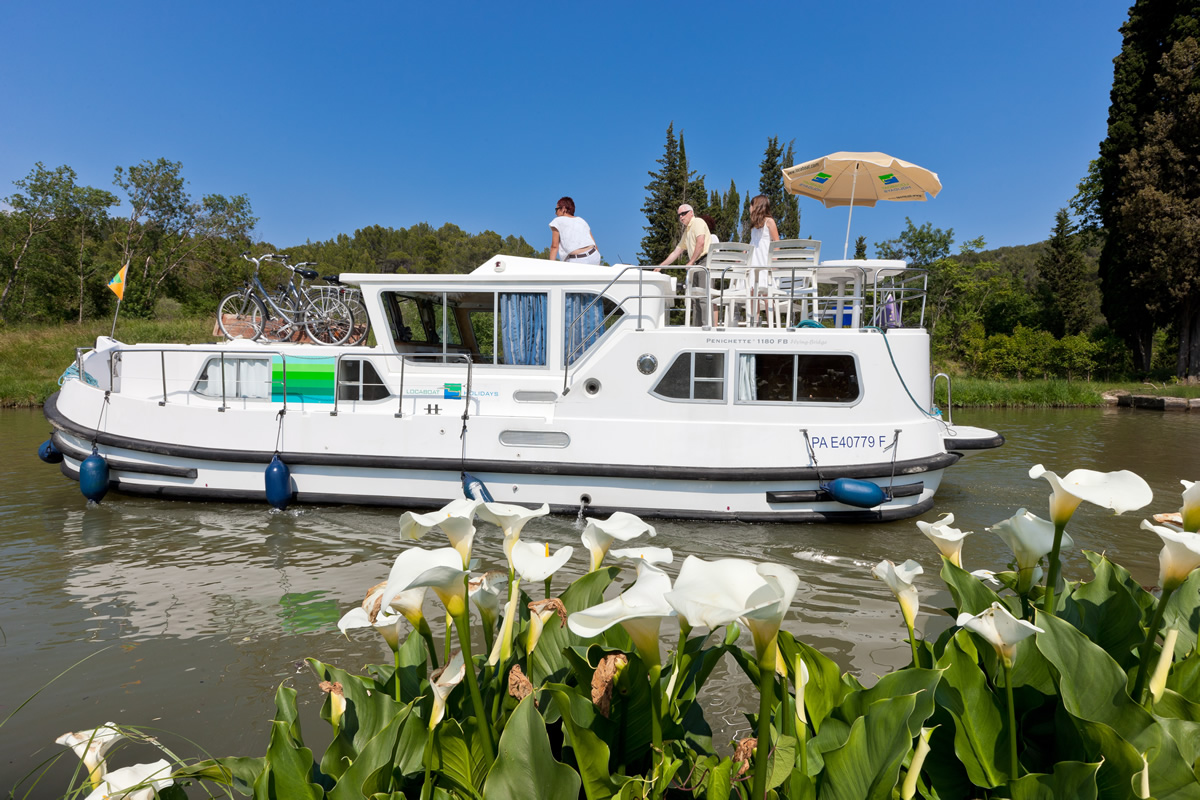
P.1180FB
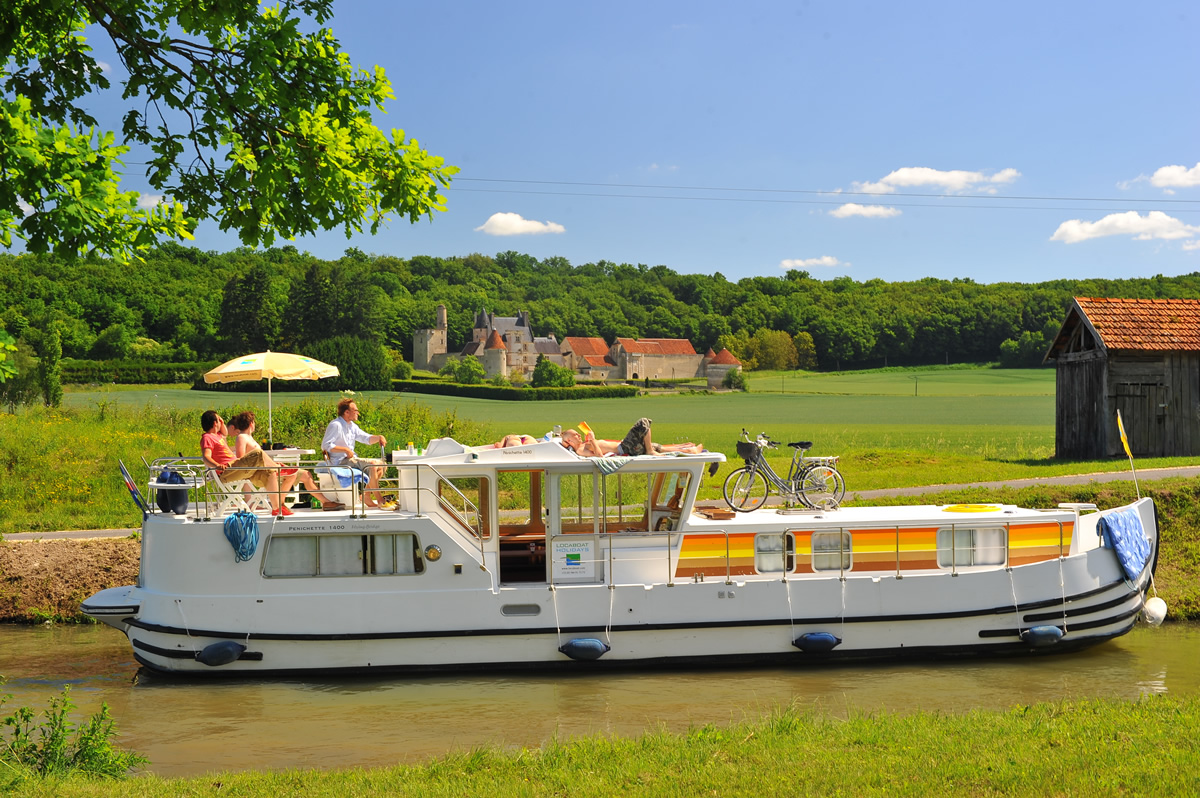
P.1400FB
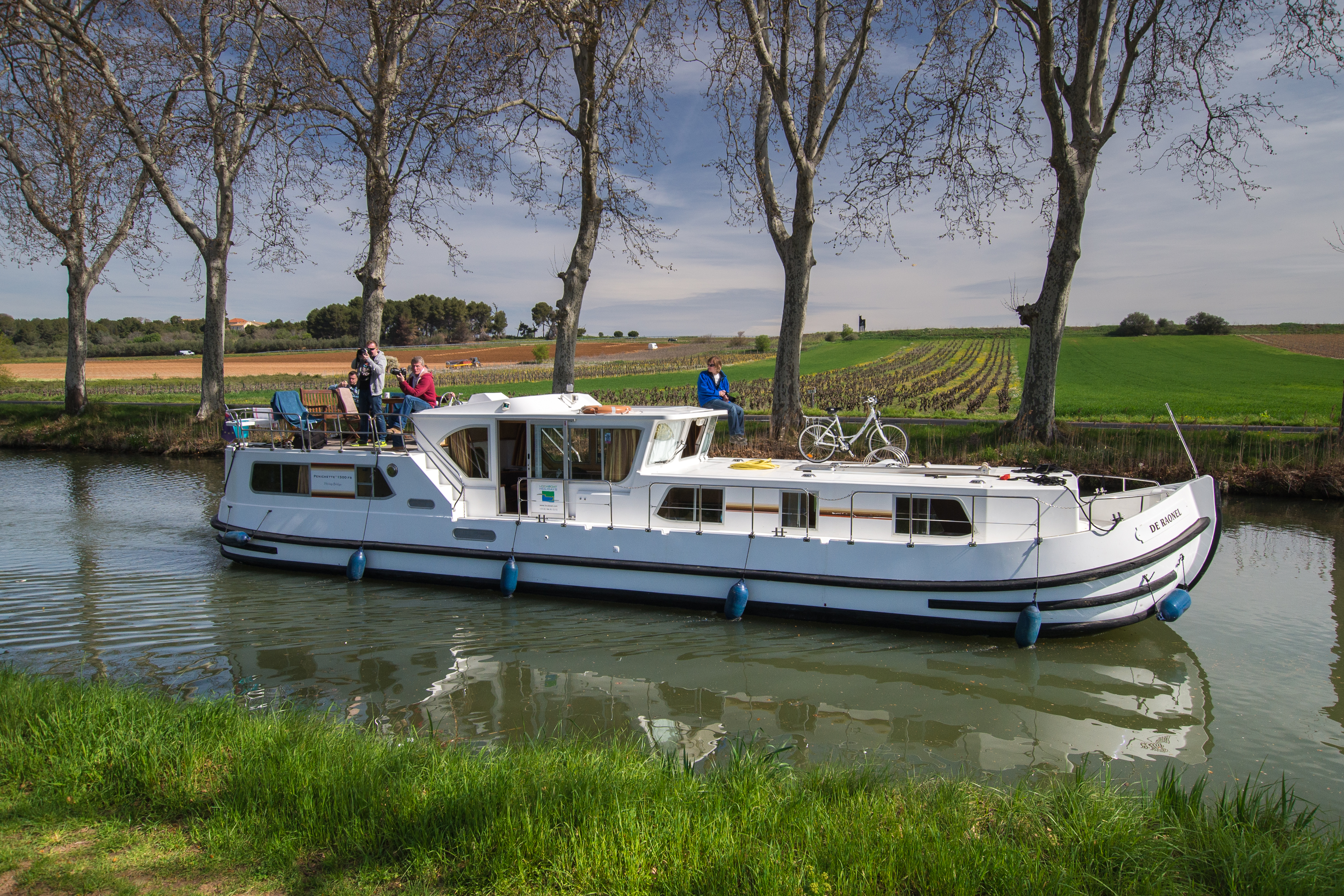
P.1500FB